# Ion Țăranu
Ion Țăranu (ur. 14 marca 1938 w Turnu Măgurele, zm. w 2005) – rumuński zapaśnik. Brązowy medalista olimpijski z Rzymu.
Walczył w stylu klasycznym. Brał udział w trzech igrzyskach (IO 60, IO 64, IO 68). Po brązowy medal sięgnął w wadze do 79 kilogramów. Zdobył srebro mistrzostw Europy w 1967. Wywalczył 15 tytułów mistrza kraju.